# The World (Brad Paisley)
The World è il terzo singolo estratto dal quarto album del cantante country Brad Paisley Time Well Wasted.
A seguito del rilascio ufficiale, avvenuto il 13 marzo 2006, il singolo ha scalato la classifica Billboard Hot Country Songs fino a raggiungere la prima posizione di quest'ultima il 22 luglio 2006 e a tenerla per tre settimane. La canzone è risultata una delle canzoni country più richieste del 2006, posizionandosi seconda a fine anno nella stessa classifica. Il singolo ha anche raggiunto la 45ª posizione della Billboard Hot 100.
Della canzone è stato anche realizzato un video musicale, diretto da Scott Scovill, nel quale sono presenti le riprese effettuate durante un concerto del cantante.